# 130-мм корабельная пушка образца 1935 года (Б-13)
130-мм корабельная пушка образца 1935 года (Б-13) — советская корабельная пушка.

## История создания

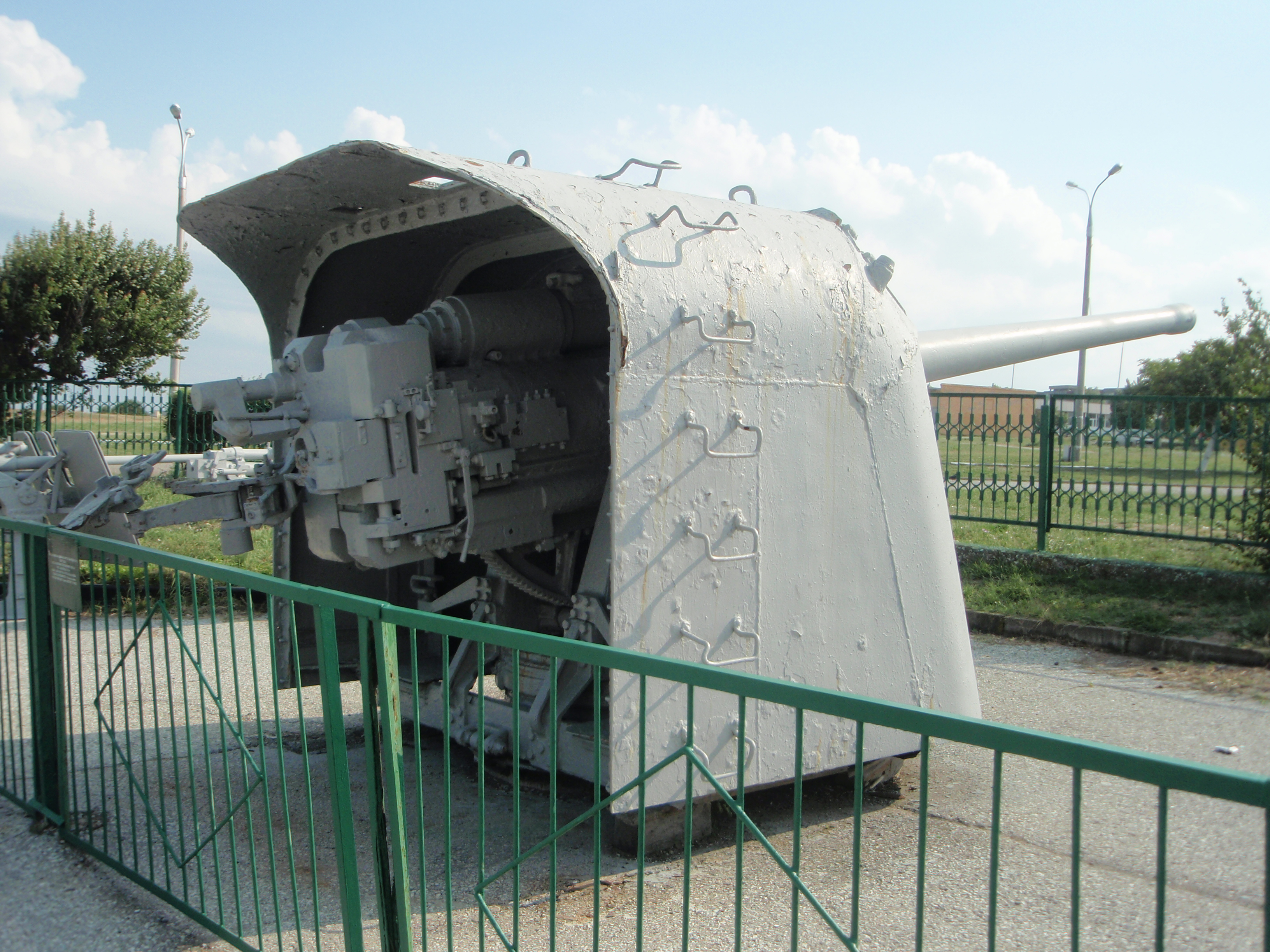
Б-13 в музее-заповеднике «Малая земля», Новороссийск

Пушка Б-13 создана на базе 130/55 пушки образца 1913 года.
В конце 1920-х годов Управление вооружений морских сил (УВМС) заказало заводу «Большевик» новую 130-мм пушку под индексом Б-13. В ноябре 1929 года КБ завода представило эскизный проект орудия с длиной ствола 45 калибров. Благодаря увеличению давления в канале ствола с 2750 до 3150 кг/см², баллистические данные новой пушки совпадали с данными пушки образца 1913 года, а меньшая длина ствола позволяла устанавливать Б-13 на подводных лодках типа П. Проект предусматривал следующие характеристики орудия: гильзовое заряжание, полуавтоматический горизонтальный клиновой затвор, гидропневматический досылатель броскового типа и ручную досылку заряда в гильзе.
23 января 1930 года проект получил одобрение УВМС на условии внесения некоторых изменений: увеличения скорострельности до 14 выстрелов в минуту, замена ручных приводов наведения электрическими и т. д. Доработка проекта, чертежей и изготовление опытного образца должны были быть завершены к началу марта 1932 года.
27 февраля 1932 года начальник вооружений РККА М. Н. Тухачевский утвердил Программу артиллерийского вооружения морских сил РККА, а которую была включена 130/45 артустановка в двух вариантах: для подводных лодок (с углом возвышения до +30°) и для надводных кораблей (с углом возвышения до +45°).
19 мая 1932 года УВМС скорректировал тактико-техническое задание, выданное заводу. В связи с изменением проекта подводной лодки, на которую планировалось ставить орудия, и слишком высоким давлением в стволе длину ствола увеличили до 50 калибров. Кроме того, по финансовым причинам командование флота потребовало вернуться к картузному заряжанию, поршневому затвору системы Виккерс и ручным приводам наведения.
Изготовление опытного образца Б-13 было завершено лишь в начале 1934 года. Начавшиеся 8 апреля 1934 года заводские испытания выявили ряд дефектов: досылатель не отработан, низкая скорострельность (10 выстрелов в минуту), малая живучесть (130—150 выстрелов), сложная, часто выходившая из строя автоматика и образец вернули на завод для доработки. Испытания возобновили в апреле 1935 года и, несмотря на недоделки, в мае 1935 года запустили орудия в серию, а в декабре 1935 официально приняли на вооружение.
Наиболее серьёзным дефектом было то, что высокое давление в канале ствола привело к уменьшению живучести стволов до 130 выстрелов. Проблему увеличения живучести ствола поставили сразу перед несколькими КБ и НИИ. Решение было найдено в виде применения лейнированного ствола. Однако рассогласование в работе научных организаций привело к тому, что в серию пошли лейнеры с двумя разными видами нарезов: система, разработанная Артиллерийским научно-исследовательским морским институтом (44 нареза глубиной 1,95 мм), и система, разработанная в НИИ-13 (40 нарезов глубиной 2,7 мм).
Таким образом, флот получил три системы Б-13 с различной нарезкой. Благодаря этому каждой артсистеме были нужны снаряды, таблицы стрельб, прицелы и тому подобное, не подходившие к другим системам. К началу 1941 года на кораблях и береговых батареях насчитывалось 378 пушек Б-13: 20 с мелкой нарезкой (16 из них на кораблях Черноморского флота), небольшая часть с нарезкой АНИМИ и большинство — с нарезкой НИИ-13.
Первоначально пушки выпускались с коробчатым щитом (Б-13-Ic), со второго полугодия 1939 года со щитом обтекаемой формы (Б-13-IIс). В 1948 году начали производство третьей серии (Б-13-IIIс) с изменённым устройством досылателя.
В 1939 году на базе пушки Б-13 в ОТБ-1050 НКВД была создана двухорудийная башенная установка Б-2ЛМ.
«Паспортное» значение живучести ствола — всего 420 выстрелов, но фактически она была доведена до вполне приличной величины — около 1100 выстрелов.

## Боеприпасы
К артсистемам Б-13 были разработаны следующие снаряды:
- Фугасный
- Ныряющий (для орудий с мелкой нарезкой)
- Осколочно-химический (с 18.04.1942)
- Осветительный (парашютный и беспарашютный)
- Дистанционная (зенитная) граната обр. 1928 года с механической трубкой ВМ-16 (взрыватель), весом 33,5 кг, длиной 5,0 клб, ВВ — 2,64 кг.
- Противорадиолокационный (с начала 1960-х годов)
- Зенитный снаряд ЗС-46Р с радиовзрывателем (с конца 1950-х годов)

Характеристики снарядов для 130/50-мм пушки Б-13 приведены в таблице.
| Тип снаряда                                                | № чертежа | Вес снаряда, кг | Длина, мм/клб | Вес ВВ, кг | Взрыватели                   |
| ---------------------------------------------------------- | --------- | --------------- | ------------- | ---------- | ---------------------------- |
| Полубронебойный обр.1928 г. ПБ-46А                         | 2-02138   | 33,5            | 653/5,0       | 2,35       | MP, МРЗ                      |
| Полубронебойный обр.1928 г. ПБ-46                          | 2-918А    | 33,4            | 630/4,82      | 1,67       | 2МР, 2МРЗ, 4МРЗ              |
| Фугасный обр.1928 г. Ф-46                                  | 2-01641   | 33,4            | 643/4,9       | 2,71       | 2МР                          |
| Осколочно-фугасный обр.1928 г. ОФ-46                       | 2-05339   | 33,4            | 675/5,15      | 3,58       | РГМ, РГМ-6, В-429            |
| Осколочно-фугасный обр.1928 г. ОФ-46                       | 2-05340   | 33,4            | 679/5,17      | 3,65       | РГМ, В-429                   |
| Осколочно-фугасный обр.1928 г. с переходной втулкой ОФУ-46 | 2-02742   | 34,17           | 656/5,0       | 2,7        | РГМ, РГМ-6, В-429            |
| Дистанционная граната обр.1928 г. ЗС-46                    | 2-02740   | 33,4            | 653/5,0       | 2,64       | ВМ-16                        |
| Дистанционная граната ЗС-46Р                               | 2-057456  | 33,8            | 631,8/4,9     | 2,12       | Радиовзрыватель «изделие 62» |
| Ныряющий                                                   | 310       | 33,15           | 647/4,98      | 6,46       | НВ                           |
| Ныряющий                                                   | 2-06140   | 32,67           | 656/5,05      | 6,5        | НВ-2                         |
| Осветительный беспарашютный СБ-46                          | 2-07339   | 34,5            | 640/4,9       | 0,03       | МТ-6                         |
| Осветительный парашютный СП-46                             | 2-019652  | 25,8            | 512/4,4       | 0,05       | ТМ-16                        |
| Противорадиолокационный РП-42/46                           |           |                 |               |            | ТМ-16Л                       |

## Использование

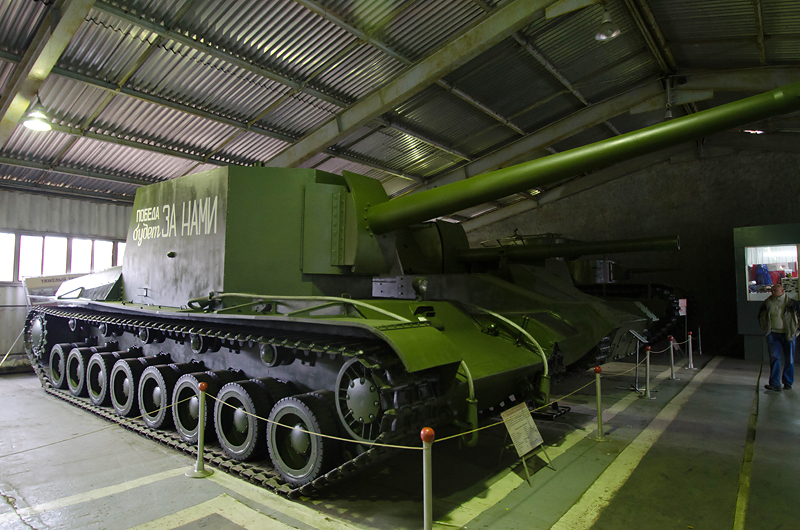
САУ СУ-100-Y

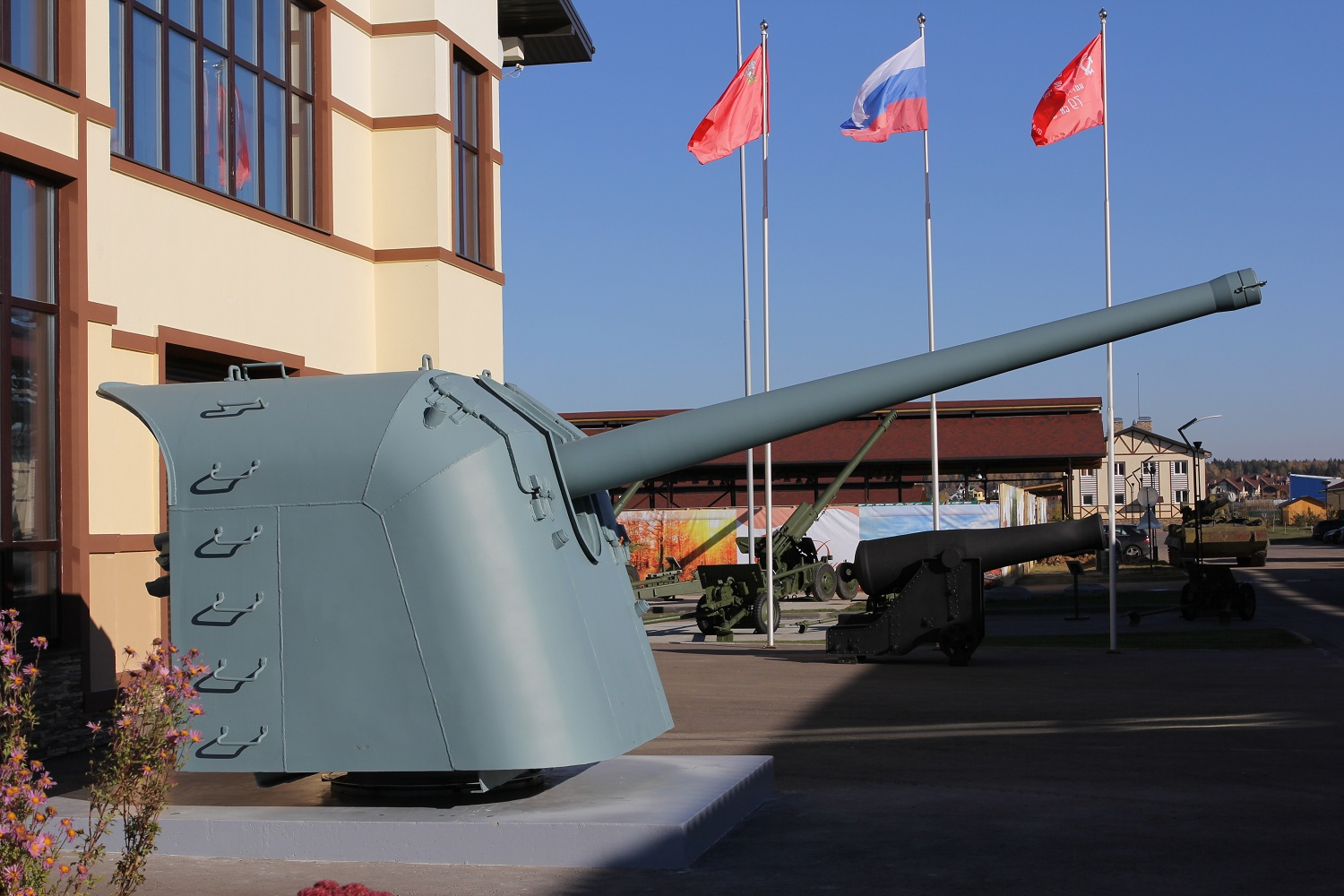
Б-13 в Музее отечественной военной истории в Падикове

В годы Великой Отечественной войны 130-мм пушки Б-13 были самыми распространёнными морскими орудиями среднего калибра. Ими были вооружены все лидеры и эсминцы советской постройки до 1945 года, ряд канонерских лодок и некоторые минные заградители, а также большинство береговых батарей. Орудия Б-13 использовались также в составе бронепоездов и железнодорожных батарей.
Проект 130-мм железнодорожного транспортёра разрабатывался в 1939 году АНИМИ. На сварной раме, установленной на двух двухосных тележках типа «Даймонд», размещалась корабельная установка Б-13. Транспортёр снабжался четырьмя опорными ногами, а снаряды укладывались в железных ящиках на раме. Опытный образец (АТ-1), изготовленный заводом им. Урицкого, имел ряд серьёзных недостатков, однако был допущен к испытаниям. Испытания и доработка первого образца затянулись, и массовое производство 130-мм установок началось уже во время войны. В связи с тем, что изготавливать новые транспортёры не было времени, орудия Б-13 зачастую устанавливались на обычных платформах.
В 1940 году Ижорским заводом была предпринята успешная попытка установить орудие Б-13 на тяжёлую самоходную артиллерийскую установку СУ-100-Y (T-100-Y). 14 марта опытный экземпляр самоходного орудия был готов, но испытания отменили в связи с окончанием Советско-финской войны. В ноябре 1941 года участвовала в обороне Москвы.
В годы войны недостаточная автоматизация Б-13 обернулась достоинством. Благодаря отсутствию приборов и механизмов, требующих электропитания, пушками за несколько часов вооружали железнодорожные платформы и полевые батареи.
В течение 35 лет они эксплуатировались в Китае на переданных ему в 1955 году четырёх эсминцах проекта 7. К середине 80-х годов на вооружении и складах ВМФ оставалось свыше 600 единиц Б-13.
В 1970, после событий на острове Даманский, 90 орудий Б-13 в составе 20 батарей были размещены на полуострове Муравьёва-Амурского для защиты Владивостока от возможного вторжения Китая. 

Орудие оставалось на вооружении батарей береговой охраны вплоть до распада СССР.

## ТТХ
- Калибр: 130 мм
- Длина ствола: 6581/50 мм/клб
- Угол вертикального наведения: −5/45°
- Скорость наводки:
  - вертикальной: 5 град/с
  - горизонтальной: 5 град/с
- Высота линии огня от палубы: 1671 мм
- Радиус обметания:
  - по дульному срезу: 4985 мм
  - по казённой части: 2295 мм
- Высота системы по щиту: 2240 мм
- Ширина системы по щиту: 2750 мм
- Толщина лобовой брони щита: 13 мм
- Масса:
  - качающейся части орудия: 7200 кг
  - щита 2150 кг
  - полная 12800 кг
- Расчёт: 11 чел.
- Скорострельность: 7-8 выстр./мин
- Начальная скорость снаряда:
  - образца 1911 года массой 36,86 кг: 823 м/с
  - образца 1928 года массой 33,4 кг: 870 м/с
- Дальность стрельбы на предельном угле возвышения:
  - снарядами образца 1911 года: 20 300 м
  - снарядами образца 1928 года: 25 750 м (139 кабельтовых)